# Austral
Austral is een Frans historisch merk van motorfietsen.
Austral begon in 1908 met de productie van motorfietsen met een 211cc-tweetaktmotor. Tot aan de Eerste Wereldoorlog vond men ontwikkelingen kennelijk niet nodig; ondanks de snelle ontwikkelingen in de techniek bleef dezelfde motor in gebruik. Pas na de oorlog kwamen er nieuwe motoren: 250cc-tweetakten en 250- en 350cc-viertakten die ook weer verschillende motoren hadden: zowel zij- als kopklepmotoren van Zürcher en JAP. Daardoor bleef het merk vrij lang bestaan: pas in 1932, toen de Grote Depressie in volle gang was, moest men de productie staken.